# North Landing
North Landing è una comunità non incorporata nella Contea di Mono in California. Sita sulla sponda est del Lago Crowley si trova a 6.25 miglia (10 km) nord ovest di Toms Place ad un'altezza di 6801 piedi, pari a 2073 m.